# 누가 버지니아 울프를 두려워하랴

《누가 버지니아 울프를 두려워하랴》(Who's Afraid of Virginia Woolf?)는 에드워드 올비의 희곡으로, 1962년에 처음 수행되었다. 중년 커플 Martha와 George의 결혼의 복잡성을 이야기한다. 대학 학부 파티가 끝난 뒤 어느 날 저녁 늦게 닉과 허니라는 젊은 커플을 손님으로 맞으며 자신들의 실망스런 관계로 이들을 끌어들인다.

## 수상
누가 버지니아 울프를 두려워하랴는 1963년 최고의 연극 토니상을, 1962~63년 최고의 연극 부문 뉴욕 드라마 비평 상을 받았다.